# Polen op het Eurovisiesongfestival 2007

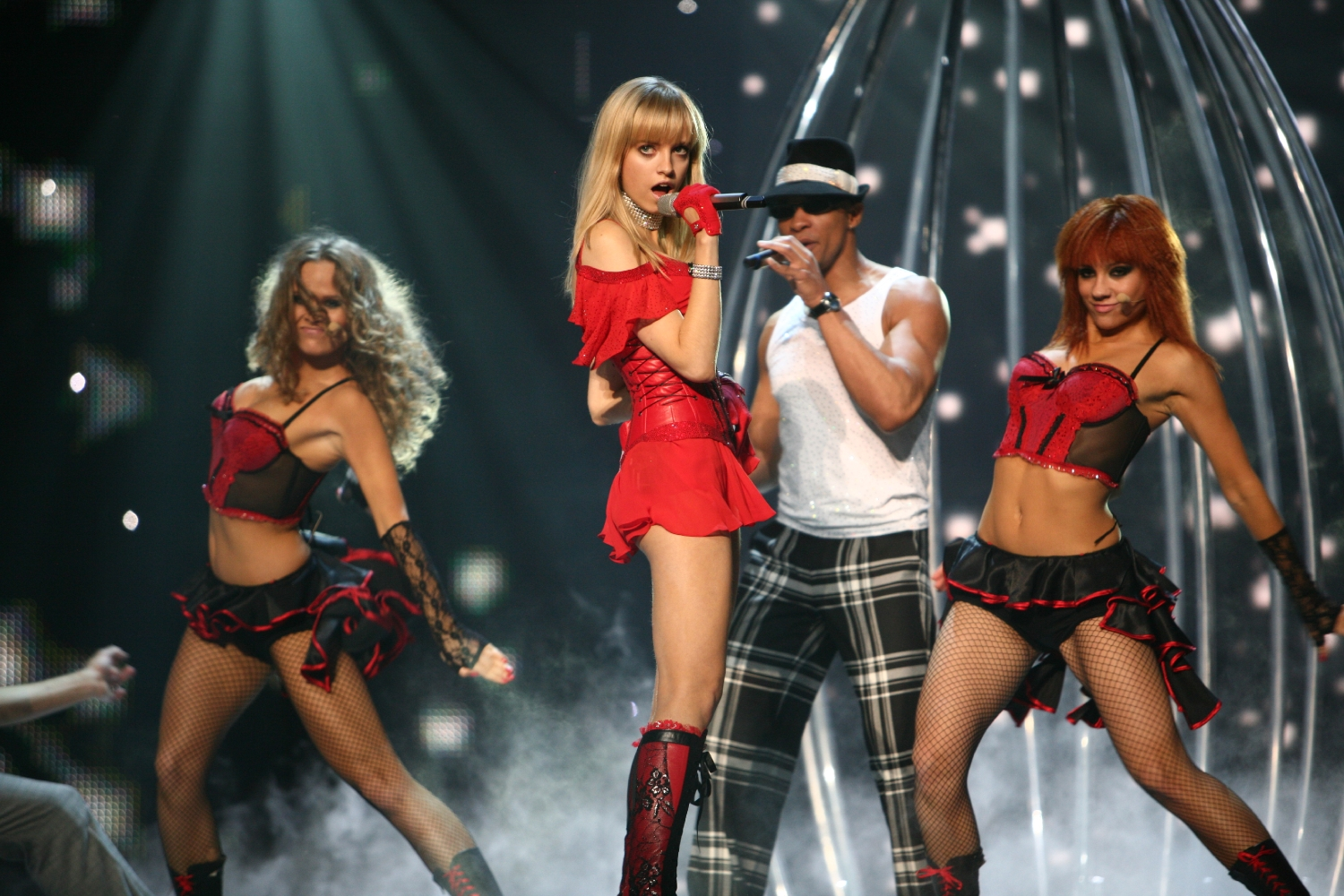
The Jet Set, Time to Party

Polen nam deel aan het Eurovisiesongfestival 2007 in Helsinki, Finland. Het was de 12de deelname van het land op het Eurovisiesongfestival. De selectie verliep via een interne selectie. TVP was verantwoordelijk voor de Poolse bijdrage voor de editie van 2007.

## Selectieprocedure
Om de kandidaat te kiezen voor Polen op het festival koos men ervoor om deze via een nationale finale aan te duiden.
In totaal deden er 10 artiesten mee aan de finale.
De winnaar werd gekozen door de televoters thuis.

| Volgorde | Artiest              | Lied               | Televoting | Plaats |
| -------- | -------------------- | ------------------ | ---------- | ------ |
| 1        | Ania Szarmach        | "Open Your Mind"   | -          | 10     |
| 2        | Charizma             | "Emily"            | -          | 5      |
| 3        | Button Hackers       | "On My Mind"       | -          | 6      |
| 4        | Vino                 | "Come In My Heart" | -          | 9      |
| 5        | Kuba & Maciek Moleda | "No Second Chance" | -          | 7      |
| 6        | The Jet Set          | "Time To Party"    | 14 123     | 1      |
| 7        | Natasza Urbańska     | "I Like It Loud"   | 8 433      | 3      |
| 8        | Hania Stach          | "Regroup"          | 13 856     | 2      |
| 9        | Mikael Erlandsson    | "Love In The Air"  | -          | 4      |
| 10       | Bikini               | "Don't Judge Me"   | -          | 8      |

## In Helsinki
Op het festival zelf in Finland moest Polen aantreden als 14de, net na Kroatië en voor Servië.
Op het einde van de avond bleek dat Polen op een 14de plaats was geëindigd met een totaal van 75 punten, wat niet genoeg was om de finale te behalen.
België en Nederland hadden geen punten over voor deze inzending.

### Gekregen punten

#### Halve Finale
| 12 punten                                      | 10 punten           | 8 punten                                                          | 7 punten                                | 6 punten               |
| ---------------------------------------------- | ------------------- | ----------------------------------------------------------------- | --------------------------------------- | ---------------------- |
|                                                | - Andorra - Ierland |                                                                   |                                         | - Georgië              |
| 5 punten                                       | 4 punten            | 3 punten                                                          | 2 punten                                | 1 punt                 |
| - Armenië - Duitsland - Oekraïne - Wit-Rusland | - Oostenrijk        | - Cyprus - Frankrijk - Hongarije - Litouwen - Verenigd Koninkrijk | - Denemarken - Noord-Macedonië - Servië | - Letland - Montenegro |

### Punten gegeven door Polen

#### Halve Finale
Punten gegeven in de halve finale:
| 12 punten | Letland     |
| 10 punten | Portugal    |
| 8 punten  | Hongarije   |
| 7 punten  | Slovenië    |
| 6 punten  | Andorra     |
| 5 punten  | Servië      |
| 4 punten  | Wit-Rusland |
| 3 punten  | Georgië     |
| 2 punten  | Noorwegen   |
| 1 punt    | Turkije     |

#### Finale
Punten gegeven in de finale:
| 12 punten | Oekraïne    |
| 10 punten | Armenië     |
| 8 punten  | Servië      |
| 7 punten  | Wit-Rusland |
| 6 punten  | Moldavië    |
| 5 punten  | Georgië     |
| 4 punten  | Slovenië    |
| 3 punten  | Rusland     |
| 2 punten  | Hongarije   |
| 1 punt    | Letland     |

1994 · 1995 · 1996 · 1997 · 1998 · 1999 · 2000 · 2001 · 2002 · 2003 · 2004 · 2005 · 2006 · 2007 · 2008 · 2009 · 2010 · 2011 · 2012-2013 · 2014 · 2015 · 2016 · 2017 · 2018 · 2019 · 2020 · 2021 · 2022 · 2023 · 2024 · 2025